# Шрикаев, Чолнан
Чолнан Шрикаев (тайск. ชลน่าน ศรีแก้ว; род. 4 июня 1961, Нан, Таиланд) — таиландский политический и государственный деятель. Ранее занимал посты министра здравоохранения Таиланда (2023—2024), председателя партии «Пхыа Тхаи» (2021—2023) и лидера оппозиции (2021—2023).

## Биография

### Ранние годы
Чолнан Шрикаев родился 4 июня 1961 года в подрайоне Лай Нан округа Виангша провинции Нан. В 1986 году он получил степень бакалавра медицины на Медицинском факультете Больницы Сирирадж при Университете Махидол, а в 1999 году — степень магистра государственного управления в Национальном институте управления развитием.
Чолнан был врачом в больнице Виангша, провинция Нан, а с 1995 по 2000 год был директором больницы Сомдей Пхра Юпарат Пуа в округе Пуа, провинция Нан.

### Политическая карьера
Впервые Шрикаев был избран членом Палаты представителей в 2001 году от партии «Тай Рак Тай» и в настоящее время является членом Палаты представителей от провинции Нан от партии «Пхыа Тхаи». В 2004 году он был назначен помощником секретаря министра здравоохранения, а в 2005 году — секретарём министра здравоохранения при премьер-министре Таксине Чиннавате. В правительстве Йинглак Чиннават Шрикаев был назначен заместителем министра здравоохранения 27 октября 2012 года, проработав в должности до июня 2013 года. 28 октября 2021 года он был избран лидером партии «Пхыа Тхаи», а 23 декабря того же года назначен лидером оппозиции в Палате представителей.
30 августа 2023 года ушёл в отставку с поста председателя партии «Пхыа Тхаи», так как во время предвыборной кампании обещал, что его партия не будет работать с провоенными партиями «Паланг Прачарат» и «Объединённая тайская нация», которые впоследствии всё-таки вошли в коалицию под руководством «Пхыа Тхаи». При этом Шрикаев вошёл в состав нового кабинета министров, где занял должность министра здравоохранения. 27 апреля 2024 года был отправлен премьер-министром в отставку с должности министра.

## Королевские награды
- 2008 -  Рыцарь Большого Кордона (Особый класс) Высочайшего Ордена Белого Слона[7]
- 2005 -  Рыцарь Большого Кордона (Особый класс) Благороднейшего Ордена Короны Таиланда[8]
- 2002 -  Битакса Сери Чон — Медаль за защиту свободных людей (второй класс, вторая категория)[9]